# Maróc
Maróc es un pueblo ubicado en el condado de Zala, Hungría.

## Superficie
Posee una superficie de 5,16 kilómetros cuadrados.

## Demografía
Hasta 2021 la población era de 53 habitantes, con una densidad de población de 10,27 habitantes por kilómetro cuadrado. En 2011 el 96,4% de la población estaba conformada por húngaros y la religión predominante era el catolicismo.